# NGC 6735
NGC 6735 is een open sterrenhoop in het sterrenbeeld Arend. Het hemelobject werd op 28 juli 1827 ontdekt door de Britse astronoom John Herschel.